# Wassonita
La wassonita és un mineral de la classe dels sulfurs. Rep el nom en homenatge a John T. Wasson, professor de la Universitat de Califòrnia, a Los Angeles, especialitzat en la recerca de meteorits i pioner en la utilització de dades d'activació de neutrons per classificar-los.

## Característiques
La wassonita és un sulfur de fórmula química TiS. Va ser aprovada com a espècie vàlida per l'Associació Mineralògica Internacional l'any 2011. Cristal·litza en el sistema trigonal.

## Formació i jaciments
Va ser trobada en una còndrula barrada d'olivina en el meteorit condrita enstatita Yamato 691, un meteorit trobat el 21 de desembre de 1969 a la serralada Queen Fabiola, a la Terra de la Reina Maud, a l'Antàrtida. Es tracta de l'únic indret on ha estat descrita aquesta espècie mineral.